# 烏赫雷 (利沃夫區)
49°43′48″N 23°36′40″E / 49.73000°N 23.61111°E
烏赫雷（烏克蘭語：Угри），是烏克蘭的村落，隸屬利沃夫州利維夫區，始建於1427年，面積2.17平方公里，海拔高度285米，2022人口1,100，人口密度每平方公里522.58人。